# Fristil (disc)
Fristil är en av de officiella tävlingsgrenarna inom frisbeesport. Grenen påminner om rytmisk sportgymnastik. Man tävlar i två varianter: par och trippel.
Grundläggande trick är förutom olika kast och fångster:
- Nail delay: Frisbeen snurrar på nagelspetsen. För att minska friktionen används ofta silikonspray på frisbeens undersida.
- Tipp: Att studsa frisbeen på fingertoppen.
- Luftborstning: Man så att säga studsar frisbeen snett upp mot vinden genom att slå till den på kanten gång på gång.
- kroppsrullare: Den vanligaste varianten är den s.k. bröstrullaren, där frisbeen rullar från ena handen, ner längs armen och över bröstet för att fångas med den andra handen.

Genom att kombinera dessa, och många andra, trick koreograferar man ihop ett tre till fem minuter långt program till musik. Programmet bedöms sedan utifrån bland annat svårighet, utförande och konstnärlig presentation.

## VM-resultat
1993:
- Guld: Jan Ekman/Gina Sample

1997:
- Guld: Ninna Ekman/Carina Lindblad